# Elisabeth Vreede
Elisabeth Vreede (L'Aja, 16 luglio 1879 – Ascona, 31 agosto 1943) è stata una matematica, astrologa e astronoma olandese.
Collaboratrice di Rudolf Steiner, fu tra i fondatori della Società Antroposofica di cui fece parte del Consiglio Direttivo (Vorstand) dal 1925 al 1935, oltre ad essere responsabile della sezione di Matematica e Astronomia della Scuola di Scienza dello Spirito al Goetheanum di Dornach, in Svizzera, fece parte della loggia Mystica Aeterna.

## Biografia
Nacque secondogenita in una famiglia già in contatto con gli ambienti teosofici. Il padre era avvocato, e la madre impegnata in opere di beneficenza.
Elisabeth ebbe modo così di interessarsi sin da piccola alle scienze occulte, in particolare all'astronomia e ai misteri delle stelle. Lesse inoltre le opere di Camille Flammarion e imparò il francese.
All'Università di Leida si formò in matematica, astronomia, lingua sanscrita e filosofia, di cui approfondì il pensiero di Hegel, dedicandosi anche a varie attività come la fondazione di un club nautico.

### Approdo all'antroposofia
Entrata nel frattempo nella Società Teosofica sin dal 1902, conobbe per la prima volta Rudolf Steiner nel 1903 a Londra, e nel 1904 ad Amsterdam assistette ad una sua conferenza su Matematica e Occultismo, tenuta al Congresso della Federazione delle Sezioni europee della Società.
Da allora partecipò attivamente allo sviluppo dell'impulso spirituale promosso da Steiner, dedicando il resto della sua vita al movimento antroposofico.
Conseguita la laurea nel 1906, impartì lezioni di matematica in una scuola femminile fino al 1910.
Si trasferì quindi a Berlino, dove lavorò come segretaria di Steiner, fino al 1914, quando lo seguì a Dornach in Svizzera per offrire il proprio aiuto, anche materiale, alla costruzione del primo Goetheanum, sede della nuova Società Antroposofica appena separatasi da quella Teosofica, modellando il legno e realizzando alcune sculture.
Negli anni del primo conflitto mondiale (1916-17) ritornò a Berlino dove collaborò con l'attivista Elisabeth Rotten alla cura e all'assistenza dei prigionieri di guerra.
Dal 1919 riprese a dedicarsi al Goetheanum, contribuendo a gestirne la biblioteca e l'archivio delle lezioni steineriane, acquistandone con proprie spese le costose trascrizioni digitate tramite stenografia.
In quegli anni Steiner attinse da lei alcune idee sul progetto politico della triarticolazione sociale, che lei stessa si impegnò a sostenere e a diffondere in Inghilterra. 
Nel Congresso di Natale del 1923-24 Vreede fu posta a capo della Sezione di Matematica e Astronomia presso la Libera Università dello Spirito fondata a Dornach. L'anno seguente entrò direttamente a far parte del Consiglio Direttivo (Vorstand) della Società.
Dopo la morte di Steiner tenne una conferenza sui benefici dell'astrologia qualora tale disciplina non venga usata per interessi egoistici ma per scopi umanitari e sociali.
Risale inoltre agli anni tra il 1927 e il 1930 una serie di lettere mensili sull'astronomia che Vreede scrisse a una piccola cerchia di membri della Società Antroposofica, raccolte in seguito in un libro intitolato Paradiso degli Dei. 
In esse trattava dell'astrologia classica alla luce della scienza spirituale, includendo spiegazioni sui dibattiti astrologici in corso nell'età moderna, con riferimento a fenomeni dell'astronomia quali la nutazione, la precessione degli equinozi, le comete, le eclissi solari e lunari, intesi come espressioni di interazioni e reciproche influenze fra entità spirituali, e sul significato delle feste cristiane come la Pasqua e la Pentecoste.
Il 9 e l'11 luglio 1930 tenne due conferenze a Stoccarda dal titolo La questione del Bodhisattva nella storia della Società antroposofica, relative alla vicenda di Jiddu Krishnamurti.

### Estromissione dalla Società
Nel 1935, insieme a Ita Wegman, Vreede verrà estromessa dalla Società Antroposofica a seguito  di un voto contrario nei loro confronti sollecitato, in particolare, da Albert Steffen, venendole indi interdetto l'accesso agli archivi e all'osservatorio che lei stessa aveva contribuito a realizzare.
Passò appartata gli ultimi anni della sua vita, dopo che lo scoppio della seconda guerra mondiale che l'aveva isolata dagli amici all'estero. 
Riapparve in pubblico solo in seguito alla scomparsa  di Ita Wegman nel marzo del 1943, da cui rimase molto scossa, e in occasione della quale pronunciò un discorso nella sua clinica ad Arlesheim, dove rivide gli ex-colleghi del Vorstand.
Un altro discorso fu tenuto da lei per la commemorazione della scomparsa di Steiner il 30 marzo, e l'ultimo ai primi di maggio per il 400º anniversario della morte di Copernico, apparendo come se riuscisse a stento a tenersi in piedi.
Morì dopo una breve malattia nella clinica Casa Andrea Cristoforo ad Ascona, fondata da Ita Wegman.
Il lascito di Elisabeth de Vreede, è la trasmissione vivente della scienza della Astrosophia, verso la quale fu guidata da Rudolf Steiner, a Willi Sucher: questi è l'autore di un'opera di valore epocale, tradotta in italiano da Silvano Mirami che si intitola Iside Sophia (CambiaMenti Editrice, Bologna, 2011).

## Opere
- Die Berechtigung der Mathematik in der Astronomie und ihre Grenzen, in Anthroposophische Hochschulkurse, volumi I-II, Stoccarda, Der kommende Tag, 1922
- Anthroposophie und Astronomie, Friburgo in Brisgovia, Novalis Verlag, 1954
- Die Bodhisattvafrage in der Geschichte der Anthroposophischen Gesellschaft, due lezioni dal 9 all'11 luglio 1930, in Thomas Meyer ed Elisabeth Vreede, Die Bodhisattvafrage, Basilea, Pegasus Verlagsbuchhandlung, 1989
- Astrologie und Anthroposophie, Dornach, Verlag am Goetheanum, 1993 ISBN 3-7235-0695-X